# Tarik Biberović
Tarik Biberović, né le 28 janvier 2001 à Zenica en Bosnie-Herzégovine, est un joueur turc et bosnien de basket-ball. Il évolue au poste d'ailier.

## Biographie

### Carrière professionnelle

#### Grizzlies de Memphis
Il est choisi en 56e position par les Grizzlies de Memphis lors de la draft 2023 de la NBA.

## Palmarès
- Vainqueur de l'Euroligue 2024-2025 avec le Fenerbahçe
- Champion de Turquie en 2022 et 2024
- Vainqueur de la Coupe de Turquie : 2019, 2020, 2024, 2025